# The Juliana Theory
The Juliana Theory è un gruppo rock statunitense della Pennsylvania.
La band si è formata nel 1997 da Joshua Fiele e Neil Hebrank, assieme a Chad Monticue, Jeremy Momper e Brett Detar.

## Discografia

### Album
- Understand this is a dream (1999)
- Emotion is dead (2000)
- Love (2003)
- Live 10.13.2001 (2003)
- Deadbeat sweetheartbeat (2005)
- A Small Noise (2006)
- A Dream Away (2021)